# Grunge
Grunge er en musikgenre inden for alternativ rock inspireret af hardcore, heavy metal og indie. Genren blev en kommerciel succes sidst i 1980'erne og først i 1990'erne, og dens mainstreampopularitet toppede mellem 1992 og 1994. Bands fra byer beliggende i den nordvestlige del af USA, såsom Seattle, Washington, Olympia, Washington og Portland, Oregon skabte grunge og var skyld i populariteten blandt det bredere publikum. Genren forbindes ofte tæt med Generation X i USA, da de to begreber blev populære i samme periode. Grunge var et af de tidligste fænomener, der adskilte 90'erne fra 80'ernes popmusik.
Blandt de største grungebands hører Pearl Jam, Nirvana, Alice In Chains & Soundgarden.
I kølvandet på den nye musik opstod der en hel ungdomskultur, som havde sin egen tøjstil, typisk i form af skovmandsskjorter, Dr. Martens støvler, hullede bukser og lange kjoler. Kulturen tog afstand fra materialistiske værdier og havde meget tilfælles med hippie- og punkbevægelsen.
Grungekulturen lagde vægt på autenticitet og oprigtighed i både musik og tekst. Den udforskede ofte rå og følelsesladede temaer og afviste den overfladiskhed og kunstfærdighed, den så i almindelig underholdning. Bevægelsen udviste en generel skepsis over for autoritetspersoner, herunder politikere, virksomheder og medier. Denne følelse var almindelig blandt unge på den tid og blev afspejlet i grunge-tekster. 